# Batheaston
Batheaston är en ort och civil parish i Storbritannien.   Den ligger i kommunen Bath and North East Somerset och riksdelen England, i den södra delen av landet, 150 km väster om huvudstaden London. Batheaston ligger 67 meter över havet och antalet invånare är 2 735.
Terrängen runt Batheaston är platt österut, men västerut är den kuperad. Runt Batheaston är det ganska tätbefolkat, med 239 invånare per kvadratkilometer. Närmaste större samhälle är Bath, 5,0 km sydväst om Batheaston. Trakten runt Batheaston består till största delen av jordbruksmark.